# Jessica Kreuzer
Jessica Kreuzer (* 1. Februar 1989 in Jever) ist eine deutsche Fußballspielerin. Seit dem 1. Juli 2010 ist sie ohne Verein.

## Karriere

### Vereine
Jessica Kreuzer begann im Alter von sieben Jahren für den im Mechernicher Stadtteil Kommern im Kreis Euskirchen ansässigen VfL Kommern mit dem Fußballspielen. Im Alter von 17 Jahren verließ sie den Verein und begab sich nach Pulheim im Rhein-Erft-Kreis. Dort kam sie in der Saison 2006/07 für den Bundesligisten FFC Brauweiler Pulheim in 13 Punktspielen zum Einsatz. Ihr Debüt in der höchsten Spielklasse gab sie am 5. November 2006 (6. Spieltag) bei der 1:2-Niederlage im Heimspiel gegen den amtierenden Meister 1. FFC Turbine Potsdam. Nach dieser Erfahrung kehrte sie zum VfL Kommern zurück, für den sie von 2007 bis 2010 spielte, zunächst eine Saison in der Verbandsliga Mittelrhein, danach aufstiegsbedingt, zwei Saisonen in der drittklassigen Regionalliga West.

### Nationalmannschaft
Ihr Debüt als Nationalspielerin für den DFB gab sie in der U15-Nationalmannschaft, die am 3. Juni 1:1-Unentschieden gegen die U15-Nationalmannschaft der Niederlande spielte; sie wurde in der 62. Minute für Kristina Hölscher ausgewechselt. Im zweimaligen Kräftemessen mit der U15-Nationalmannschaft Kanadas am 3. und 5. September (1:5, 0:2) wurde sie ebenfalls eingesetzt.

## Erfolge
- Mittelrhein-Meister 2008 und Aufstieg in die Regionalliga West